# Казе Скафарели (Потенца)
Казе Скафарели (итал. Case Scafarelli) је насеље у Италији у округу Потенца, региону Базиликата.
Према процени из 2011. у насељу је живело 20 становника. Насеље се налази на надморској висини од 827 м.